# دکمه‌ها
«دکمه‌ها» (به انگلیسی: Buttons) آهنگی از گروه موسیقی پوسی‌کت دالز است که در ۱۱ آوریل ۲۰۰۶ منتشر شد. این آهنگ در نخستین آلبوم استودیویی این گروه با نام پی‌سی‌دی قرار داشت.
این تک‌آهنگ در چارت‌های نیوزلند و اتریش، در رتبه اول و در چارت‌های کانادا، ایتالیا، والونیا، ایرلند، استرالیا، آلمان، دانمارک، سوئد، فلاندرز، سوئیس و بریتانیا جزو ده ترانه اول قرار گرفت.